# Hans Peter Fischnaller
Hans Peter Fischnaller (* 9. Juli 1985 in Sterzing) ist ein ehemaliger italienischer Rennrodler.

## Biografie
Hans Peter Fischnaller ist der ältere Bruder des Rodlers Dominik Fischnaller und Cousin des Rodlers Kevin Fischnaller. Er stammt aus Meransen und rodelte seit 1998. Seit 2004 gehörte der Sportsoldat dem italienischen Nationalkader an. Fischnaller fuhr als Vordermann im Doppelsitzer. Bis einschließlich der Saison 2007/08 trat er mit Klaus Kofler, seit der Saison 2008/09 mit Patrick Schwienbacher an.
Sein Debüt im Rennrodel-Weltcup gab das Duo Fischnaller/Kofler im ersten Rennen der Saison 2003/04, wo sie in Sigulda 16. wurden. In dieser Saison folgte nur noch ein weiterer Einsatz. Seit der anschließenden Saison, in der das Doppel alle Rennen bestritt, starteten sie dauerhaft im Weltcup. Beste Ergebnisse der Italiener wurden siebte Ränge in Lake Placid und Calgary. Ein Sturz im letzten Rennen in Winterberg verhinderte eine Platzierung unter den Top Ten in der Gesamtwertung, somit wurden beide Elfte. Die folgende Saison brachte für Fischnaller/Kofler keine Verbesserungen, sie wurden am Ende 13. der Gesamtwertung. In den beiden folgenden Saisonen verschlechterte sich das Doppel stetig, wenn auch immer nur leicht. Mit seinem neuen Partner Patrick Schwienbacher erreichte Fischnaller ab der Saison 2008/09 wieder bessere Ergebnisse. Das Doppel wurde in der Saison 2010/11 beim Rennen in Calgary Dritter und beendete die Saison auf dem sechsten Platz. Nach Platz elf und neun in den beiden Folgesaisons wurden Fischnaller/Schwienbacher in ihrer letzten Saison 2013/14 nur 18.
Mehrfach trat Fischnaller bislang mit Kofler bei internationalen Großereignissen an. Die Rennrodel-Weltmeisterschaften 2005 beendeten sie als 13., 2007 als 14. und 2008 in Oberhof als 12. Noch besser lief es bei den Rennrodel-Europameisterschaften 2006 in Winterberg, wo das Doppel Neunte wurde, 2008 in Cesana Pariol belegten sie Platz elf. Mit Patrick Schwienbacher belegte Fischnaller Platz zehn bei den Rennrodel-Europameisterschaften 2010. Bei den Weltmeisterschaften 2011 gelang dem Doppelsitzer-Duo in Cesana der sechste Platz, ein Jahr später in Altenberg Rang acht. Bei den beiden Europameisterschaften 2012 und 2013 wurden Fischnaller/Schwienbacher jeweils Neunte.
2014 beendete Fischnaller seine Karriere.